# InterRegio (Schweiz)

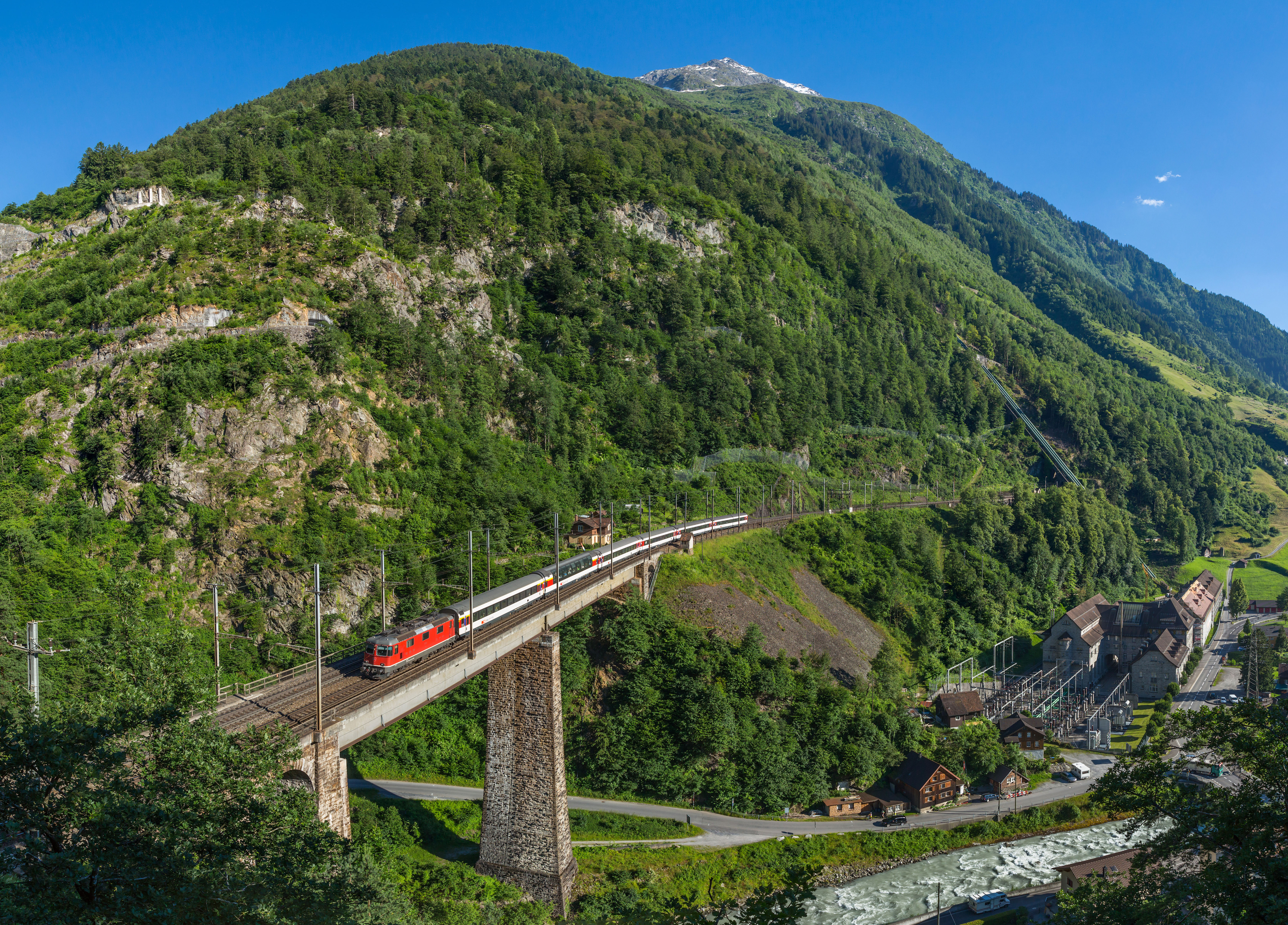
InterRegio mit Re 4/4^{II} über die Chärstelenbachbrücke, 2016

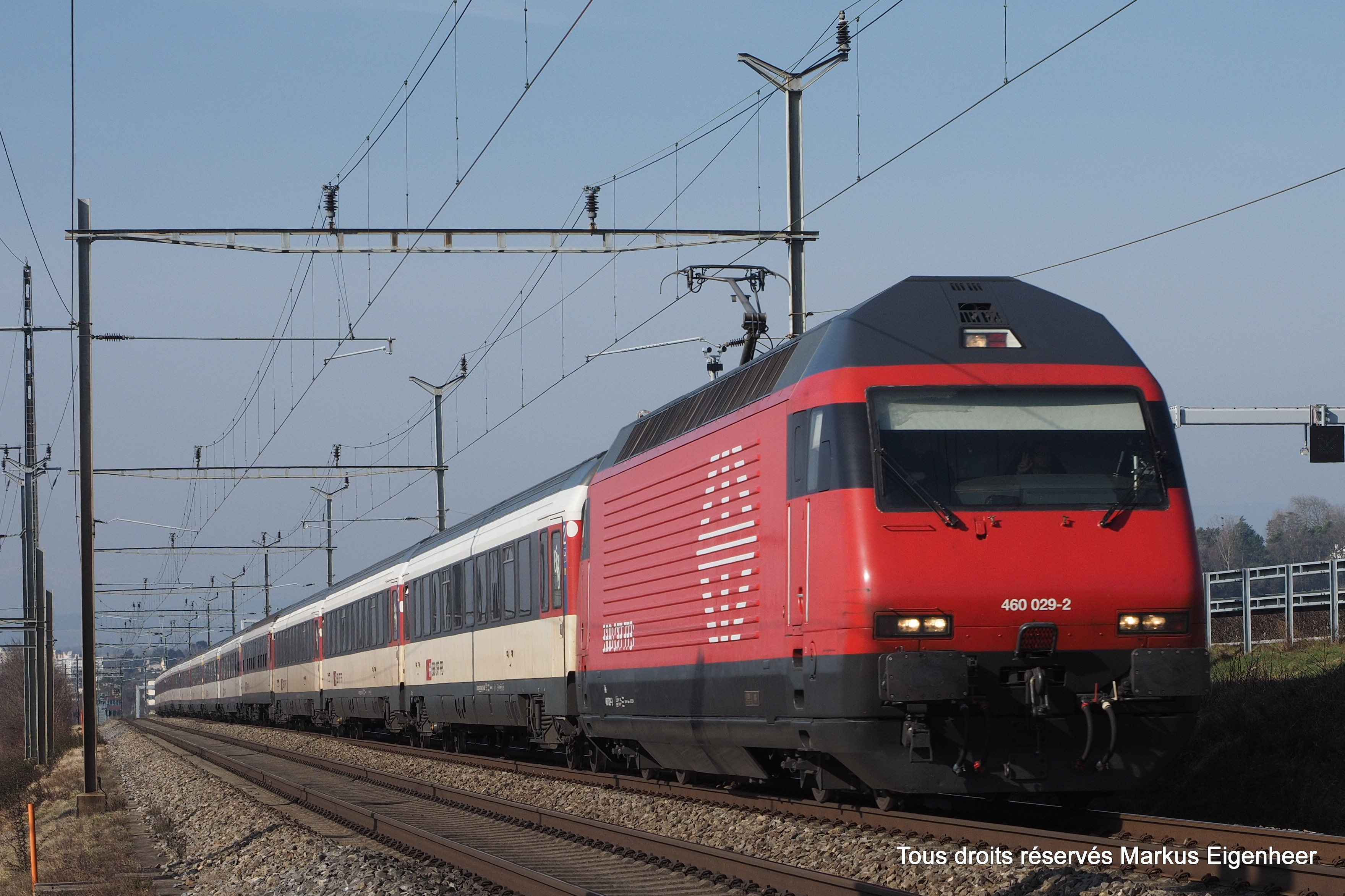
InterRegio mit Re 460 bei Denges-Echandens, 2015

Der InterRegio (, abgekürzt IR) ist eine Zuggattung in der Schweiz. Sie wurde 1995 eingeführt, um Schnellzüge mit modernen, voll klimatisierten Wagen von denen mit älteren, nicht klimatisierten Wagen unterscheiden zu können, die aber im Gegensatz zu InterCitys ähnlich oft wie Schnellzüge halten. Heute ist der InterRegio ein Zug des Schienenpersonenfernverkehrs in Abgrenzung zum RegioExpress, der zum Regionalverkehr gehört.

## Geschichte
Zum Zeitpunkt der Einführung gab es Schnellzüge, die einen höheren Komfort wie klimatisierte Wagen und Verpflegungsmöglichkeiten aufwiesen, andere wiederum waren kaum von Regionalzügen zu unterscheiden.
Vor der Einführung der InterRegios versuchten die Schweizerischen Bundesbahnen (SBB), Schnellzüge mit klimatisierten Wagen durch entsprechende Piktogramme im Kursbuch darzustellen, was anschliessend nicht mehr nötig war. Die höherwertigen Schnellzüge wurden zu InterRegios, das Halteintervall blieb gleich.
Per 12. Dezember 2004 wurden bei der SBB die klassischen Schnellzüge abgeschafft. Die verbliebenen Schnellzüge wurden in RegioExpresse und InterRegios aufgeteilt, wobei erstere Züge des Regional-, letztere des Fernverkehrs waren. Durch diese neue Einteilung trat die ältere InterRegio-Definition – klimatisierte versus nichtklimatisierte Wagen – nach und nach in den Hintergrund.
Per 2022 betreiben bei den Normalspurbahnen die SBB, BLS sowie SOB und bei den Schmalspurbahnen die Rhätische Bahn (RhB) und die ZB, bis 2021 auch die MOB, InterRegio-Züge.

## Abgrenzung zu InterCitys (SBB)
Die SBB selbst unterscheiden per 2017 InterRegios von InterCitys wie folgt:
| Zugcharakterisierung | InterRegio         | InterCity                                       |
| -------------------- | ------------------ | ----------------------------------------------- |
| Verbindungsintervall | verbindet Regionen | verbindet Zentren                               |
| klimatisierte Wagen  | in der Regel       | stets                                           |
| Verpflegung          | optional           | Restaurant und Minibar                          |
| spezielle Abteile    | keine              | Business- und Ruhezone, Kinderabteil oder -zone |

In der Vergangenheit wechselten die Zugkategorien InterRegio und InterCity gelegentlich während des Zuglaufs (z. B. Basel–Zürich–Chur), oder der InterRegio bedient auf einzelnen Streckenabschnitten dieselben Bahnhöfe wie der Intercity (z. B. Zürich Hauptbahnhof–Weinfelden).

## Fahrzeuge

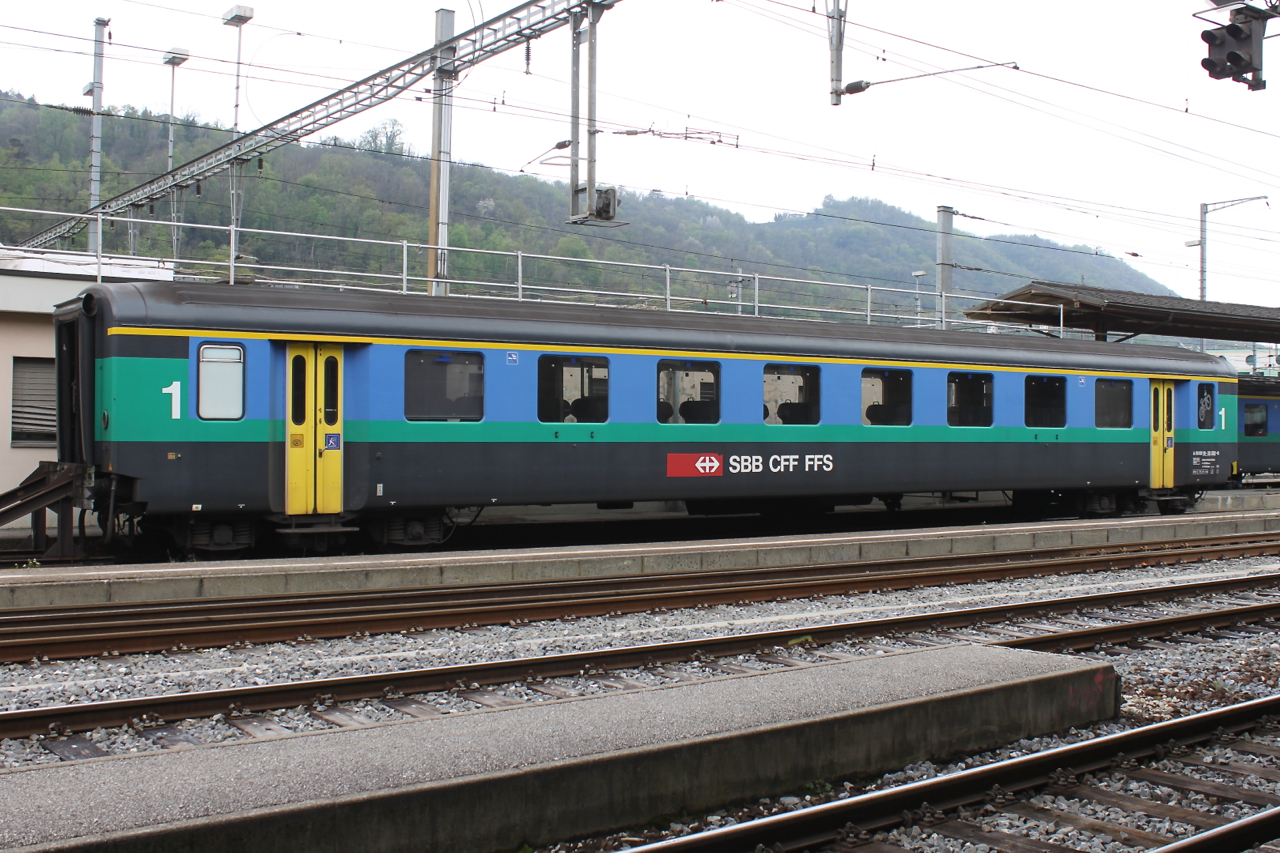
Einheitswagen I A in «InterRegio-Farben»

Zum Zeitpunkt der Einführung wurden bei der SBB primär Einheitswagen IV eingesetzt, oft verstärkt durch nicht klimatisierte Wagen (in der Regel Einheitswagen I, Einheitswagen II oder Bpm 51). Ein Teil der Verstärkungs-Einheitswagen I und II (A, B und D) bekamen einen neuen Anstrich, der als «New Look» bezeichnet wird, umgangssprachlich wurden sie Ende der 1990er Jahre als «InterRegio-Farben» bezeichnet.
Per Fahrplan 2023/24 wurden auf Normalspurbahnen folgende Fahrzeuge planmässig eingesetzt:
- SBB RBDe 4/4 (Domino; nur Brig-Domodossola)
- SBB Re 420 bzw. SBB Re 460 mit Einheitswagen IV/EuroCity-Wagen
- SBB Re 460 mit IC2000
- SBB RABDe 500 (ICN)
- SBB RABe 501 (Giruno)
- SBB RABe 502 (FV Dosto)
- SBB RABe 511 (RV Dosto)
- SBB RABe 512 (IR-Dosto)
- BLS RABe 515 (MUTZ)
- SBB RABe 523.5 (Flirt Mouette)
- BLS RABe 528 (MIKA)
- SOB RABe 526 0xx (Flirt) (Luzern–St. Gallen)
- SOB RABe 526 1xx/2xx (Traverso) (Basel/Zürich–Locarno, Luzern–St. Gallen, Chur–Zürich HB–Bern)

Seit 2016 nicht mehr in IR-Zügen eingesetzt werden hingegen die Erste-Klasse-Panoramawagen.

## Liniennetz

### InterRegio-Linien auf dem Normalspurnetz
Mit der Einführung des SBB-Fahrplans 2018 wurden die InterRegios, wie auch die InterCitys, mit Liniennummern versehen. Die Logik der Nummerierung basiert auf derjenigen des Nationalstrassennetzes (mit 1 beginnend analog A1 Genf–Zürich–St. Gallen, mit 3 analog A3 Basel–Zürich–Chur, mit 9 analog A9 Lausanne–Brig usw.).
Seit dem Fahrplanwechsel im Dezember 2019 sind nebst der SBB auch die BLS sowie seit Dezember 2020 die Südostbahn Betreiber von InterRegio-Linien.
Das InterRegio-Netz umfasst per Dezember 2024 folgende Linien:

#### SBB
- 13  Zürich HB – Sargans teilweise
- 15 Genève-Aéroport – Lausanne – Bern – Luzern
- 16 Bern – Olten – Brugg AG – Zürich HB
- 27 Basel SBB – Olten – Luzern
- 36 Basel SBB – Brugg AG – Zürich HB (– Zürich Flughafen)
- 37 Basel SBB – Aarau – Zürich HB
- 57 Genève-Aéroport - Neuchâtel
- 70 Luzern – Zürich HB  BZ RZ
- 75 Luzern – Zürich HB – Konstanz  BZ RZ
- 90 Genève-Aéroport – Lausanne – Brig
- 95 Genève-Aéroport – Lausanne – Brig
- Zürich HB – Zug – Arth-Goldau teilweise TT, teilweise

#### BLS
- 17 Bern – Burgdorf – Olten
- 65 Bern – Biel/Bienne
- 66 Bern – Neuchâtel – La Chaux-de-Fonds

#### SOB
- 13  St. Gallen – Chur  FS  (Alpenrhein-Express)
- 26 Basel SBB – Luzern –  Göschenen – Locarno  FS  (Treno Gottardo)
- 35 Bern – Burgdorf – Olten – Zürich HB – Chur  FS  (Aare Linth)
- 46 Zürich HB – Göschenen – Locarno  FS  (Treno Gottardo)
- St. Gallen ‒ Herisau ‒ Wattwil ‒ Rapperswil ‒ Pfäffikon SZ ‒ Arth-Goldau ‒ Küssnacht am Rigi ‒ Luzern  FS  Voralpen-Express

### InterRegio-Linien auf den Schmalspurnetzen
Auch die Zentralbahn, die MOB und die RhB betreiben auf ihrem Streckennetz Interregio-Linien:
- Luzern – Meiringen – Interlaken Ost    (Luzern-Interlaken-Express)
- Luzern – Engelberg  (Luzern-Engelberg-Express)
- IR 38 Chur – Thusis – St. Moritz

### Geplante InterRegio-Linien
Ab Dezember 2025 soll zwischen Basel und Biel eine neue InterRegio-Linie eingeführt werden. Für den Betrieb haben die SBB von Stadler sieben neue Flirt 3, bei den SBB «Mouette» (franz. Möwe; RABe 523 5xx) genannt, gekauft. Als Nummerierung ist die Bezeichnung IR56 vorgesehen, wobei im Januar 2024 bekanntgegeben wurde, dass der Betrieb auf dieser Linie durch die BLS durchgeführt werden soll, welche dafür sieben MIKA-Triebzüge vom Typ Flirt 4 bei Stadler bestellt hat.